# Ropa (dopływ Wisłoki)

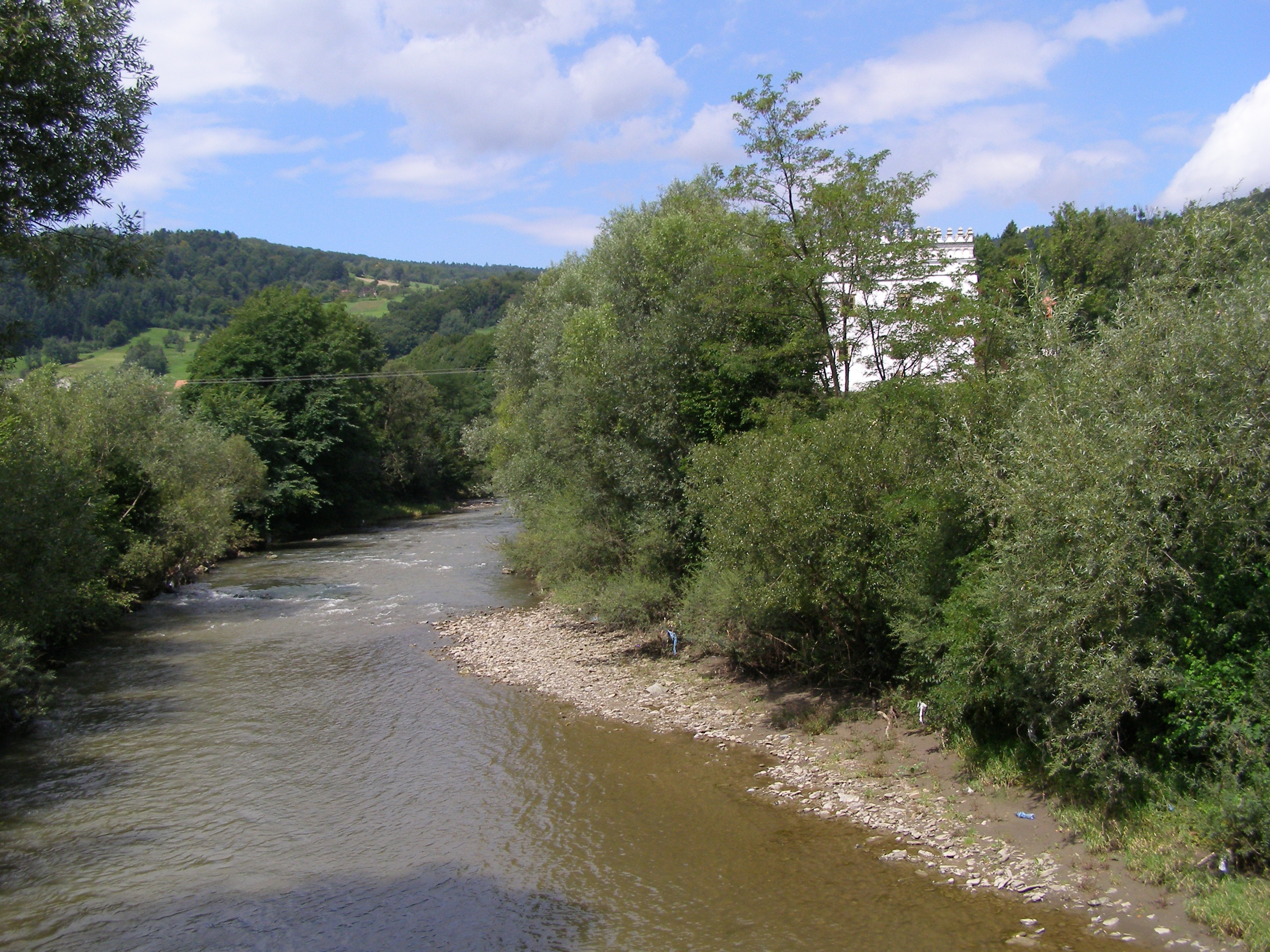
Ropa w Szymbarku

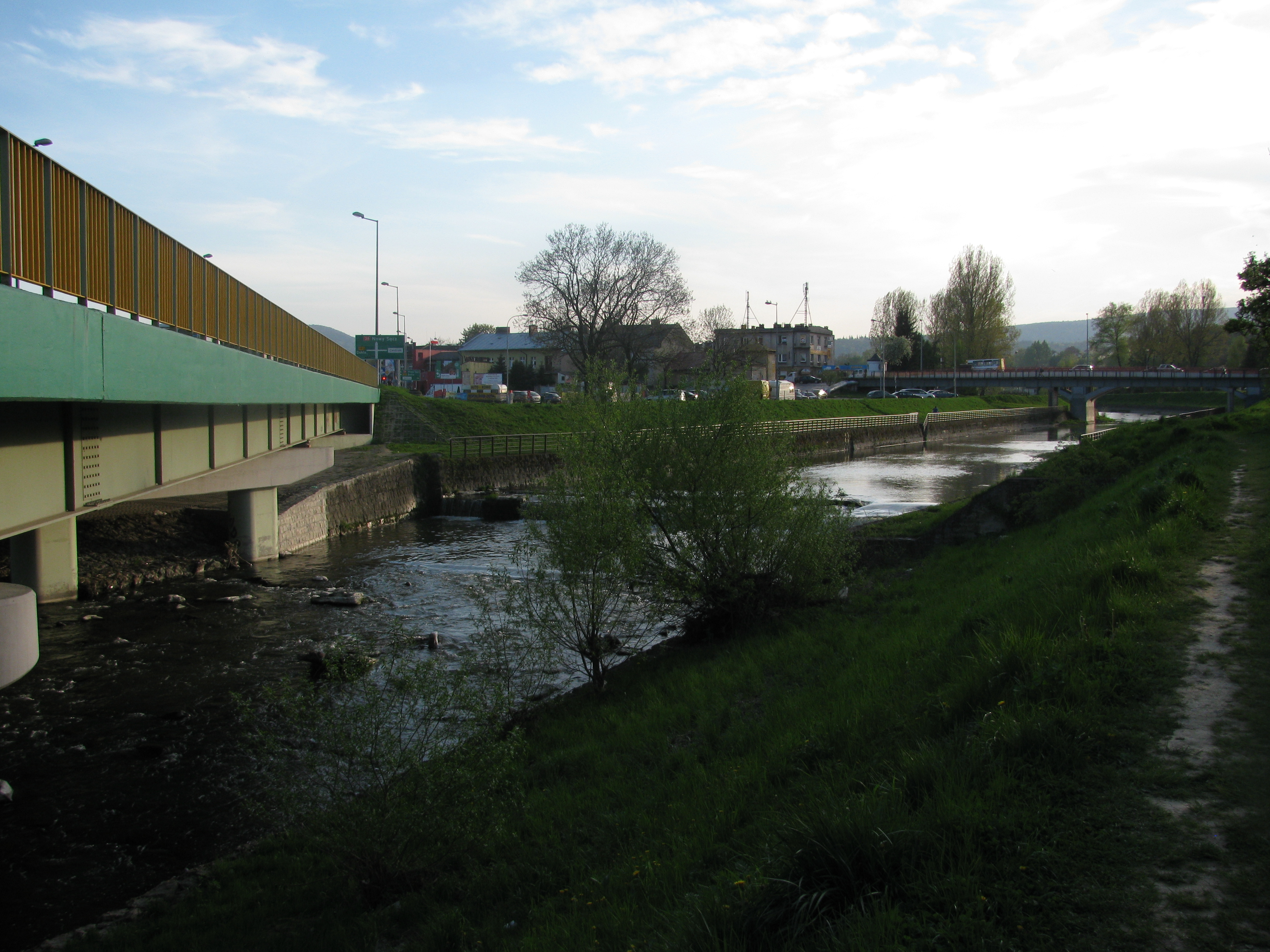
Ropa w Gorlicach

Ropa – rzeka w południowej Polsce (województwo małopolskie), w górnym biegu Blechnarka. Lewobrzeżny dopływ Wisłoki w 105 km jej biegu.
Ropa płynie z najwyższych pasm Beskidu Niskiego przez Obniżenie Gorlickie do Kotliny Jasielsko-Krośnieńskiej. Rzeka Ropa jest źródłem wody pitnej dla uzdrowiska Wysowa oraz dla miasta Gorlice – ujęcie w Ropicy Polskiej. Nazwa rzeki ma prawdopodobnie etymologię celtycką.
Ropę (podobnie jak Białą Tarnowską) cechuje bardzo duża zmienność przepływów – od głębokich i długotrwałych niżówek do katastrofalnych powodzi. Do momentu oddania do użytku zbiornika Klimkówka najniższe przepływy w miejscowości Ropa osiągały 200 l/s, w Jaśle 500 l/s. Aktualnie zbiornik dysponuje na rzece przepływy gwarantowane nie niższe niż 2 m³/s. Zmienność stanów wody u ujścia Ropy do Wisłoki (posterunek Topoliny) wynosi od 21 cm (przy przepływie ok. 0.5 m³/s w okresie sprzed budowy zbiornika) do 691 cm (przy przepływie 858 m³/s).

## Charakterystyka
- Źródło w Beskidzie Niskim, na wysokości ok. 790 m n.p.m., prawie pod samym głównym grzbietem wododziałowym Karpat, na pd. stokach Jaworzynki i pd.-wsch. stokach Wysokiego Wierchu.
- Długość: 78,7 km
- Wielkość dorzecza: 974,1 km².
- Główne dopływy: Młynówka, Bielanka, Bystrzanka, Sękówka, Moszczanka, Strzeszynianka, Kobylanka, Libuszanka, Sitniczanka, Olszynka, Bednarka, Zdynia, Stróżowianka.
- Miejscowości leżące nad Ropą: Blechnarka, Wysowa-Zdrój, Hańczowa, Uście Gorlickie, Klimkówka, Ropa, Szymbark, Ropica Polska, Gorlice, Klęczany, Kobylanka, Libusza, Korczyna, Biecz, Siepietnica, Skołyszyn, Przysieki, Trzcinica i Jasło.
- W Klimkówce zapora wodna[3].

## Historia
Dorzecze Ropy zostało skolonizowane przez Kazimierza III Wielkiego, który „zakładał wsie na prawie niemieckim u podnóża Beskidów oraz granicy ze Śląskiem; wokół Myślenic, Tymbarku, Grybowa, Ciężkowic, a także w dorzeczu Ropy, Wisłoki oraz na pograniczu z Rusią Czerwoną. Wśród osadników było około 25% Niemców. Sąsiadującą z Małopolską Ruś Czerwoną zamieszkiwało w średniowieczu sporo Niemców, i to w zwartych nieraz skupiskach. Ruś Czerwona leżała wzdłuż ważnej drogi handlowej Śląsk – Kraków – Lwów – Morze Czarne (zob. DK28), co sprzyjało osiedlaniu na tych terenach Niemców ze Śląska i Krakowa. Osadnictwo na tych obszarach było jednak późniejsze i przypada na połowę XIV wieku”.
W roku 1869 dorzecze Ropy i okolic opisał m.in. Wincenty Pol:
Na obszarze Wisłoki uderza nas fakt inny; całą tę okolicę, którą obszar Wisłoki, Ropy, Jasły, Jasełki i średniego Wisłoka zajmuje, osiedli tak zwani Głuchoniemcy od dołów Sanockich począwszy, to jest od okolicy Komborni, Haczowa, Trześniowa aż po Grybowski dział: Gorlice, Szymbark i Ropę od wschodu na zachód, ku północy aż po ziemię Pilźniańską, która jest już ziemią województwa Sandomierskiego. Cała okolica Głuchoniemców jest nowo-siedlinami Sasów; jakoż strój przechowali ten sam co węgierscy i siedmiogrodzcy Sasi. Niektóre okolice są osiadłe przez Szwedów, ale cały ten lud mówi dzisiaj na Głuchoniemcach najczystszą mową polską dijalektu małopolskiego, i lubo z postaci odmienny i aż dotąd Głuchoniemcami zwany, nie zachował ani w mowie ani w obyczajach śladów pierwotnego swego pochodzenia, tylko że rolnictwo stoi tu na wyższym stopniu, a tkactwo jest powołaniem i głównie domowem zajęciem tego rodu.
Od schyłku średniowiecza Ropa była wykorzystywana gospodarczo. Jej wody poruszały koła wodne wielu młynów i tartaków, a w dolnym biegu na jej brzegach funkcjonowały liczne blichy (łąki do bielenia płótna). W drugiej połowie XIX w. tylko w okolicach Gorlic Ropa napędzała 13 młynów o łącznej liczbie 29 kamieni, 12 tartaków, młyn do mielenia kości oraz stęplarnię (do barwnego drukowania płótna).

## Skażenie Ropy
12 maja 2007 odkryto śnięte ryby. Odcinek, na którym je znaleziono rozciąga się od mostu w Gorlicach do Ropicy Polskiej. Wśród śniętych ryb przeważały lipienie, piekielnice i klenie.